# Борислав (єпископ)

## Борислав (Божислав) (бл. 1405)
Єпископ київський на ім’я Борислав відомий лише з одного документа — булли папи Інокентія VII від 27 червня 1405 року, адресованої всім християнам, що мешкали на землях Литви, Русі та Мазовії. У цьому документі папа засвідчив, що надав Бориславу, єпископу Києва та одночасно абатові бенедиктинського монастиря в Старих Троках (venerabili fratri nostro Borzislao, episcopo Kyoviensi ac abbati monasterii Annunciationis Beatae Mariae Virginis in Antiquo Troki ordinis sancti Benedicti) право відпускати гріхи кожному каятникові (включно з тими випадками, що належали до компетенції Апостольської Столиці), який зробить пожертву pro conservatione et fabrica monasterii — тобто на користь цього новозаснованого абатства, створеного великим князем Вітовтом Олександром.
Таким чином, Борислав був бенедиктинцем і, майже напевно, обіймав посаду абата ще до призначення на єпископство. Він залишався настоятелем монастиря в Старих Троках і після призначення, оскільки Київська дієцезія ще перебувала в стадії організації і не забезпечувала пастирю належного доходу для утримання.
Владислав Абрахам вважав, що Борислав міг бути першим реальним ординарієм Києва, адже його попередники — за винятком Якова, чия «основна» паства складалася з вірменської діаспори на Русі — були радше титулярними єпископами. Водночас не виключено, що і Борислав діяв переважно на території Литви, мешкаючи в абатстві в Старих Троках.
Визначити навіть приблизні дати його понтифікату складно через невизначену хронологію призначень на київську кафедру в той період (особливо щодо єпископа Філіпа). Лише призначення у листопаді 1410 року домініканця Міхала Трестки ординарієм Києва є надійною точкою відліку.
1. ↑  Krzysztof Rafał Prokop (2003). Biskupi Kijowscy obrządku łacińskiego XIV-XVIII w. Szkice biograficzne (polski) . Biały Dunajec – Ostrog: Wołanie z Wołynia. с. 20—21. ISBN 83-911918-09-6. {{cite book}}: Перевірте значення |isbn=: довжина (довідка)
2. ↑  там само
3. ↑  там само
4. ↑  там само